# Mistrzostwa świata U-20 w piłce nożnej mężczyzn
Mistrzostwa świata w piłce nożnej do lat 20 (ang. FIFA U-20 World Cup) – oficjalny, międzynarodowy turniej piłkarski, organizowany co dwa lata przez FIFA, przeznaczony dla reprezentacji do lat 20.
Inauguracyjna edycja odbyła się w 1977 w Tunezji. Do 2005 turniej nosił miano Młodzieżowych Mistrzostw Świata w piłce nożnej (ang. FIFA World Youth Championship). 
Najwięcej tytułów zdobyła dotychczas Argentyna – sześć. Pięć tryumfów ma Brazylia, a po dwa: Niemcy, Portugalia, Hiszpania oraz Serbia (w tym jeden raz jako Jugosławia).
Polska wzięła udział w pięciu turniejach (1979, 1981, 1983, 2007 i 2019, w którym była gospodarzem), wywalczając jeden brązowy medal (1983).

## Edycje
| Rok            | Gospodarz                    |                                     | Mecz finałowy                       | Mecz finałowy                       | Mecz finałowy                       |                                     | Mecz o 3. miejsce                   | Mecz o 3. miejsce                   | Mecz o 3. miejsce                   |                                     | Liczba finalistów |
| Rok            | Gospodarz                    | Mistrz                              | Wynik                               | Wicemistrz                          | 3. miejsce                          | Wynik                               | 4. miejsce                          |                                     |                                     |                                     | Liczba finalistów |
| -------------- | ---------------------------- | ----------------------------------- | ----------------------------------- | ----------------------------------- | ----------------------------------- | ----------------------------------- | ----------------------------------- | ----------------------------------- | ----------------------------------- | ----------------------------------- | ----------------- |
| 1977 Szczegóły | Tunezja                      | ZSRR U-20                           | 2–2 d. (9–8 k.)                     | Meksyk U-20                         | Brazylia U-20                       | 4–0                                 | Urugwaj U-20                        | 16                                  |                                     |                                     |                   |
| 1979 Szczegóły | Japonia                      | Argentyna U-20                      | 3–1                                 | ZSRR U-20                           | Urugwaj U-20                        | 1–1 d. (5–3 k.)                     | Polska U-20                         | 16                                  |                                     |                                     |                   |
| 1981 Szczegóły | Australia                    | RFN U-20                            | 4–0                                 | Katar U-20                          | Rumunia U-20                        | 1–0                                 | Anglia U-20                         | 16                                  |                                     |                                     |                   |
| 1983 Szczegóły | Meksyk                       | Brazylia                            | 1–0                                 | Argentyna U-20                      | Polska U-20                         | 2–1 d.                              | Korea Południowa U-20               | 16                                  |                                     |                                     |                   |
| 1985 Szczegóły | ZSRR                         | Brazylia U-20                       | 1–0 d.                              | Hiszpania U-20                      | Nigeria U-20                        | 0–0 d. (3–1 k.)                     | ZSRR U-20                           | 16                                  |                                     |                                     |                   |
| 1987 Szczegóły | Chile                        | Jugosławia U-20                     | 1–1 d. (5–4 k.)                     | RFN U-20                            | NRD U-20                            | 2–2 d. (3–1 k.)                     | Chile U-20                          | 16                                  |                                     |                                     |                   |
| 1989 Szczegóły | Arabia Saudyjska             | Portugalia U-20                     | 2–0                                 | Nigeria U-20                        | Brazylia U-20                       | 2–0                                 | Stany Zjednoczone U-20              | 16                                  |                                     |                                     |                   |
| 1991 Szczegóły | Portugalia                   | Portugalia U-20                     | 0–0 d. (4–2 k.)                     | Brazylia U-20                       | ZSRR U-20                           | 1–1 d. (5–4 k.)                     | Australia U-20                      | 16                                  |                                     |                                     |                   |
| 1993 Szczegóły | Australia                    | Brazylia U-20                       | 2–1                                 | Ghana U-20                          | Anglia U-20                         | 2–1                                 | Australia U-20                      | 16                                  |                                     |                                     |                   |
| 1995 Szczegóły | Katar                        | Argentyna U-20                      | 2–0                                 | Brazylia U-20                       | Portugalia U-20                     | 3–2                                 | Hiszpania U-20                      | 16                                  |                                     |                                     |                   |
| 1997 Szczegóły | Malezja                      | Argentyna U-20                      | 2–1                                 | Urugwaj U-20                        | Irlandia U-20                       | 2–1                                 | Ghana U-20                          | 24                                  |                                     |                                     |                   |
| 1999 Szczegóły | Nigeria                      | Hiszpania U-20                      | 4–0                                 | Japonia U-20                        | Mali U-20                           | 1–0                                 | Urugwaj U-20                        | 24                                  |                                     |                                     |                   |
| 2001 Szczegóły | Argentyna                    | Argentyna U-20                      | 3–0                                 | Ghana U-20                          | Egipt U-20                          | 1–0                                 | Paragwaj U-20                       | 24                                  |                                     |                                     |                   |
| 2003 Szczegóły | Zjednoczone Emiraty Arabskie | Brazylia U-20                       | 1–0                                 | Hiszpania U-20                      | Kolumbia U-20                       | 2–1                                 | Argentyna U-20                      | 24                                  |                                     |                                     |                   |
| 2005 Szczegóły | Holandia                     | Argentyna U-20                      | 2–1                                 | Nigeria U-20                        | Brazylia U-20                       | 2–1                                 | Maroko U-20                         | 24                                  |                                     |                                     |                   |
| 2007 Szczegóły | Kanada                       | Argentyna U-20                      | 2–1                                 | Czechy U-20                         | Chile U-20                          | 1–0                                 | Austria U-20                        | 24                                  |                                     |                                     |                   |
| 2009 Szczegóły | Egipt                        | Ghana U-20                          | 0–0 d. (4–3 k.)                     | Brazylia U-20                       | Węgry U-20                          | 1–1 d. (2–0 k.)                     | Kostaryka U-20                      | 24                                  |                                     |                                     |                   |
| 2011 Szczegóły | Kolumbia                     | Brazylia U-20                       | 3–2 d.                              | Portugalia U-20                     | Meksyk U-20                         | 3–1                                 | Francja U-20                        | 24                                  |                                     |                                     |                   |
| 2013 Szczegóły | Turcja                       | Francja U-20                        | 0–0 d. (4–1 k.)                     | Urugwaj U-20                        | Ghana U-20                          | 3–0                                 | Irak U-20                           | 24                                  |                                     |                                     |                   |
| 2015 Szczegóły | Nowa Zelandia                | Serbia U-20                         | 2–1 d.                              | Brazylia U-20                       | Mali U-20                           | 3–1                                 | Senegal U-20                        | 24                                  |                                     |                                     |                   |
| 2017 Szczegóły | Korea Południowa             | Anglia U-20                         | 1–0                                 | Wenezuela U-20                      | Włochy U-20                         | 0–0 d. (4–1 k.)                     | Urugwaj U-20                        | 24                                  |                                     |                                     |                   |
| 2019 Szczegóły | Polska                       | Ukraina U-20                        | 3–1                                 | Korea Południowa U-20               | Ekwador U-20                        | 1–0 d.                              | Włochy U-20                         | 24                                  |                                     |                                     |                   |
| 2021           | Indonezja                    | Odwołane z powodu pandemii COVID-19 | Odwołane z powodu pandemii COVID-19 | Odwołane z powodu pandemii COVID-19 | Odwołane z powodu pandemii COVID-19 | Odwołane z powodu pandemii COVID-19 | Odwołane z powodu pandemii COVID-19 | Odwołane z powodu pandemii COVID-19 | Odwołane z powodu pandemii COVID-19 | Odwołane z powodu pandemii COVID-19 | 24                |
| 2023 Szczegóły | Argentyna                    |                                     | Urugwaj U-20                        | 1–0                                 | Włochy U-20                         |                                     | Izrael U-20                         | 3–1                                 | Korea Południowa U-20               |                                     | 24                |
| 2025 Szczegóły | Chile                        |                                     |                                     |                                     |                                     |                                     |                                     |                                     |                                     |                                     | 24                |

Legenda:
- d. – dogrywka
- k. – rzuty karne

## Zestawienia uczestników

### Zestawienie według państw
| Drużyna                | 1. miejsce                             | 2. miejsce                 | 3. miejsce           | 4. miejsce           |
| ---------------------- | -------------------------------------- | -------------------------- | -------------------- | -------------------- |
| Argentyna U-20         | 6 (1979, 1995, 1997, 2001, 2005, 2007) | 1 (1983)                   |                      | 1 (2003)             |
| Brazylia U-20          | 5 (1983, 1985, 1993, 2003, 2011)       | 4 (1991, 1995, 2009, 2015) | 3 (1977, 1989, 2005) |                      |
| Portugalia U-20        | 2 (1989, 1991)                         | 1 (2011)                   | 1 (1995)             |                      |
| Serbia U-20            | 2 (1987, 2015)                         |                            |                      |                      |
| Urugwaj U-20           | 1 (2023)                               | 2 (1997, 2013)             | 1 (1979)             | 3 (1977, 1999, 2017) |
| Ghana U-20             | 1 (2009)                               | 2 (1993, 2001)             | 1 (2013)             | 1 (1997)             |
| Hiszpania U-20         | 1 (1999)                               | 2 (1985, 2003)             |                      | 1 (1995)             |
| ZSRR U-20              | 1 (1977)                               | 1 (1979)                   | 1 (1991)             | 1 (1985)             |
| Niemcy U-20            | 1 (1981)                               | 1 (1987) jako RFN          | 1 (1987) jako NRD    |                      |
| Anglia U-20            | 1 (2017)                               |                            | 1 (1993)             | 1 (1981)             |
| Francja U-20           | 1 (2013)                               |                            |                      | 1 (2011)             |
| Ukraina U-20           | 1 (2019)                               |                            |                      |                      |
| Nigeria U-20           |                                        | 2 (1989, 2005)             | 1 (1985)             |                      |
| Włochy U-20            |                                        | 1 (2023)                   | 1 (2017)             | 1 (2019)             |
| Meksyk U-20            |                                        | 1 (1977)                   | 1 (2011)             |                      |
| Korea Południowa U-20  |                                        | 1 (2019)                   |                      | 2 (1983, 2023)       |
| Czechy U-20            |                                        | 1 (2007)                   |                      |                      |
| Japonia U-20           |                                        | 1 (1999)                   |                      |                      |
| Katar U-20             |                                        | 1 (1981)                   |                      |                      |
| Wenezuela U-20         |                                        | 1 (2017)                   |                      |                      |
| Mali U-20              |                                        |                            | 2 (1999, 2015)       |                      |
| Chile U-20             |                                        |                            | 1 (2007)             | 1 (1987)             |
| Polska U-20            |                                        |                            | 1 (1983)             | 1 (1979)             |
| Kolumbia U-20          |                                        |                            | 1 (2003)             |                      |
| Egipt U-20             |                                        |                            | 1 (2001)             |                      |
| Węgry U-20             |                                        |                            | 1 (2009)             |                      |
| Irlandia U-20          |                                        |                            | 1 (1997)             |                      |
| Rumunia U-20           |                                        |                            | 1 (1981)             |                      |
| Ekwador U-20           |                                        |                            | 1 (2019)             |                      |
| Izrael U-20            |                                        |                            | 1 (2023)             |                      |
| Australia U-20         |                                        |                            |                      | 2 (1991, 1993)       |
| Irak U-20              |                                        |                            |                      | 1 (2013)             |
| Austria U-20           |                                        |                            |                      | 1 (2007)             |
| Kostaryka U-20         |                                        |                            |                      | 1 (2009)             |
| Maroko U-20            |                                        |                            |                      | 1 (2005)             |
| Paragwaj U-20          |                                        |                            |                      | 1 (2001)             |
| Stany Zjednoczone U-20 |                                        |                            |                      | 1 (1989)             |
| Senegal U-20           |                                        |                            |                      | 1 (2015)             |

### Zestawienie według kontynentów
| Konfederacja                  | Osiągnięcia |
| ----------------------------- | --- |
| CONMEBOL (Ameryka Południowa) | 12 tytułów, zwycięstwa: Argentyna (6), Brazylia (5) i Urugwaj (1)                                                                                      |
| UEFA (Europa)                 | 10 tytułów, zwycięstwa: Portugalia (2), Serbia/Jugosławia (2), Hiszpania (1), Związek Radziecki (1), Niemcy (1), Francja (1), Anglia (1) i Ukraina (1) |
| CAF (Afryka)                  | 1 tytuł, zwycięstwo: Ghana (1) |
| AFC (Azja)                    | Drugie miejsca: Japonia (1), Katar (1) i Korea Południowa (1)                                                                                          |
| CONCACAF (Ameryka Północna)   | Drugie miejsce: Meksyk (1) |
| OFC (Oceania)                 | Czwarte miejsca: Australia (2) |

## Zdobywcy Złotej Piłki
| Turniej                           | Zdobywca Złotej Piłki |
| --------------------------------- | --------------------- |
| 1977 Tunezja                      | Wołodymyr Bezsonow    |
| 1979 Japan                        | Diego Maradona        |
| 1981 Australia                    | Romulus Gabor         |
| 1983 Meksyk                       | Geovani               |
| 1985 ZSRR                         | Silas                 |
| 1987 Chile                        | Robert Prosinečki     |
| 1989 Arabia Saudyjska             | Bismarck              |
| 1991 Portugalia                   | Emílio Peixe          |
| 1993 Australia                    | Adriano               |
| 1995 Katar                        | Caio                  |
| 1997 Malezja                      | Nicolás Olivera       |
| 1999 Nigeria                      | Seydou Keita          |
| 2001 Argentyna                    | Javier Saviola        |
| 2003 Zjednoczone Emiraty Arabskie | Ismail Matar          |
| 2005 Holandia                     | Lionel Messi          |
| 2007 Kanada                       | Sergio Agüero         |
| 2009 Egipt                        | Dominic Adiyiah       |
| 2011 Kolumbia                     | Henrique              |
| 2013 Turcja                       | Ebenezer Assifuah     |
| 2015 Nowa Zelandia                | Adama Traoré          |
| 2017 Korea Południowa             | Dominic Solanke       |
| 2019 Polska                       | Lee Kang-in           |
| 2023 Argentyna                    | Cesare Casadei        |

## Zdobywcy Nagrody Fair-Play
| Turniej                           | Nagroda FIFA Fair Play |
| --------------------------------- | ---------------------- |
| 1977 Tunezja                      | Brazylia U-20          |
| 1979 Japan                        | Polska U-20            |
| 1981 Australia                    | Australia U-20         |
| 1983 Meksyk                       | Korea Południowa U-20  |
| 1985 ZSRR                         | Kolumbia U-20          |
| 1987 Chile                        | RFN U-20               |
| 1989 Arabia Saudyjska             | Stany Zjednoczone U-20 |
| 1991 Portugalia                   | ZSRR U-20              |
| 1993 Australia                    | Anglia U-20            |
| 1995 Katar                        | Japonia U-20           |
| 1997 Malezja                      | Argentyna U-20         |
| 1999 Nigeria                      | Chorwacja U-20         |
| 2001 Argentyna                    | Argentyna U-20         |
| 2003 Zjednoczone Emiraty Arabskie | Kolumbia U-20          |
| 2005 Holandia                     | Kolumbia U-20          |
| 2007 Kanada                       | Japonia U-20           |
| 2009 Egipt                        | Brazylia U-20          |
| 2011 Kolumbia                     | Nigeria U-20           |
| 2013 Turcja                       | Hiszpania U-20         |
| 2015 Nowa Zelandia                | Ukraina U-20           |
| 2017 Korea Południowa             | Meksyk U-20            |
| 2019 Polska                       | Japonia U-20           |
| 2023 Argentyna                    | Stany Zjednoczone U-20 |